# Feuerwehr in Rumänien

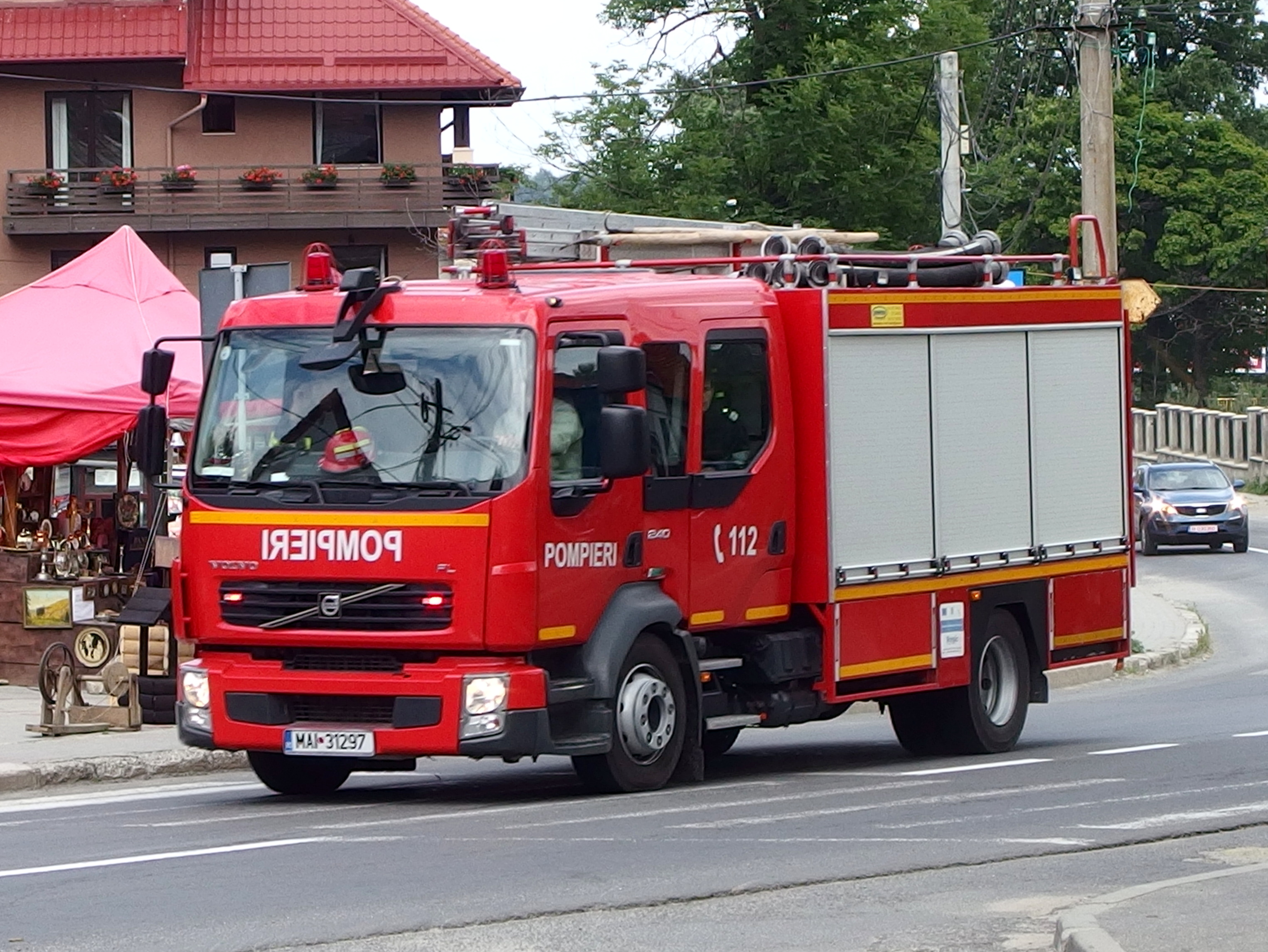
Feuerwehrfahrzeug der Feuerwehr Bran

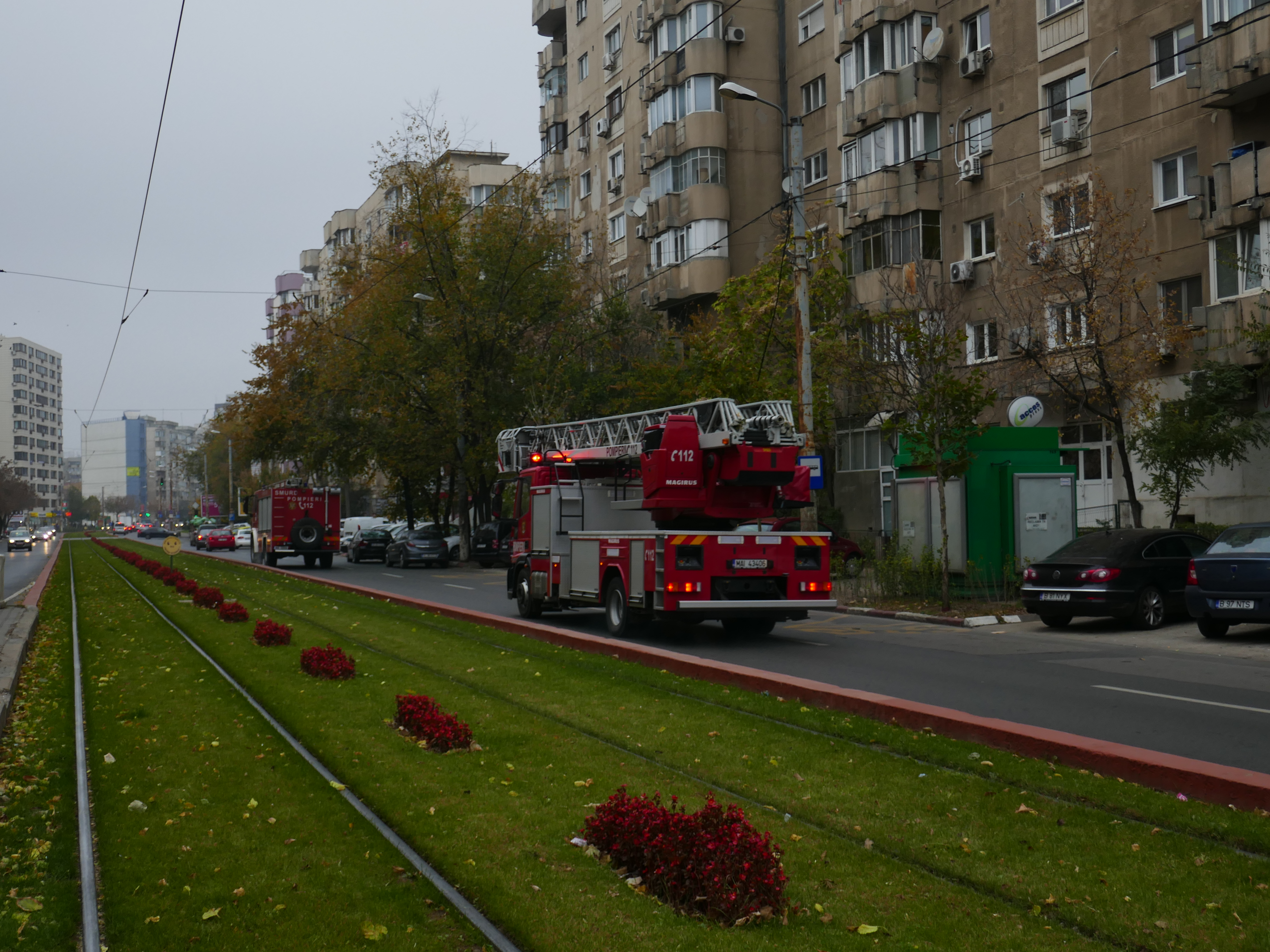
Löschzug der Feuerwehr Bukarest

Die Feuerwehr in Rumänien mit ihrer langen Tradition gehört zu den ersten Feuerwehren in Europa. Sie besteht aus über 26.000 Berufsfeuerwehrleuten und über 100.000 freiwilligen Feuerwehrleuten.
Die Berufsfeuerwehr Rumäniens ist die staatliche Militärfeuerwehr genannt Inspectoratul General pentru Situații de Urgență (IGSU), der der Rettungsdienst SMURD (Serviciul Mobil de Urgență Reanimare și Descarcerare) zugeordnet ist.
In Rumänien bestehen 356 Feuerwachen und Feuerwehrhäuser, in denen 936 Löschfahrzeuge und 102 Drehleitern bzw. Teleskopmasten für Feuerwehreinsätze bereitstehen. Insgesamt sind 127.291 Personen, davon 26.456 Berufsfeuerwehrleute und 100.835 freiwillige Feuerwehrleute, im Feuerwehrwesen tätig. Der Frauenanteil beträgt ein Prozent. In den Jugendfeuerwehren sind 19.940 Kinder und Jugendliche organisiert.
Eine der ältesten Freiwilligen Feuerwehren in Rumänien war die im Jahr 1799 gegründet in Brașov (Kronstadt), 1832 in Iași (Jassy) oder auch 1833 in Bukarest.

## Feuerwehrverband
Der Feuerwehrverband Comitetul Național Român CTIF repräsentiert die rumänischen Feuerwehren mit ihren über 120.000 Feuerwehrangehörigen im Weltfeuerwehrverband CTIF (Comité technique international de prévention et d’extinction du feu) seit dessen Gründung am 16. August 1900 in Paris.
Die nationale Behörde für Notfall- und Katastrophenmanagement ist die Generalinspektion für Notfallsituationen im Innenministerium.
Ihre Hauptaufgaben sind:
- Koordinierung der Umsetzung von Notfallmanagementaktionen und -maßnahmen auf nationalem Territorium.
- Koordination aller Organisationen, die an der Bewältigung von Notfällen gemäß den internationalen Vorschriften beteiligt sind.
- Übermittlung der von der Regierung oder vom Nationalkomitee (über sein technisches Sekretariat) getroffenen Entscheidungen an die Behörden der zentralen öffentlichen Verwaltung, um ein koordiniertes Notfallmanagement zu gewährleisten.